# كرنغان (تشناران)
كرنغان (بالفارسية: کرنگان) هي قرية تقع في قسم بيزكي الريفي (مقاطعة تشناران) في إيران. يقدر عدد سكانها بـ 235 نسمة بحسب إحصاء 2016.